# Ng On Yee
Ng On Yee BBS MH (chiń. 吳安儀; ur. 17 listopada 1990) – pochodząca z Hongkongu snookerzystka, trzykrotna mistrzyni świata IBSF w snookerze oraz trzykrotna mistrzyni świata kobiet w snookerze. Od lutego 2018 do kwietnia 2019 roku zajmowała pierwsze miejsce w światowym rankingu snookera kobiet.
Po wzięciu udziału w kilku turniejach Międzynarodowej Federacji Bilardowej i Snookera (IBSF), Ng została w wieku 19 lat najmłodszą mistrzynią świata IBSF wśród kobiet i obroniła tytuł w kolejnym roku. Podczas Mistrzostw Świata Kobiet w Snookerze w 2015 roku pokonała w półfinale Reanne Evans, która dzierżyła tytuł przez poprzednie dziesięć lat, zdobywając tytuł. Po przegranej w finale tego samego turnieju z Evans w kolejnym roku, Ng odzyskała tytuł w 2017 roku, pokonując Evans 5–4 w półfinale i Vidyę Pillai 6–5 w przedłużonym finale. W 2018 roku Ng zdobyła tytuł po raz trzeci, a w 2019 roku zdobyła swój trzeci tytuł mistrzyni świata IBSF.
Ng zaczęła grać w snookera w wieku 13 lat, będąc pod wrażeniem umiejętności swojego ojca w tej grze. Od 2010 roku jest wspierana przez Hong Kong Sports Institute. Jej najwyższy break w zawodach to 139, który osiągnęła podczas Australian Women’s Open 2018.

## Wczesne życie
Ng urodziła się 17 listopada 1990. Dorastała w Hongkongu, w dzielnicy robotniczej Sham Shui Po. Rozpoczęła naukę gry w snookera w wieku 13 lat w klubie bilardowym, w którym pracował jej ojciec. Zachęcał ją do rozpoczęcia gry, ponieważ brakowało jej orientacji, miała słabe wyniki w szkole i spędzała dużo czasu, grając w gry online. Ng była pod wrażeniem umiejętności sportowych i stroju swojego ojca. Zaczęła uprawiać ten sport, a ojciec ją trenował. Zaczęła brać udział w turniejach w 2006.
Jej pierwszym turniejem międzynarodowym były Mistrzostwa Kobiet IBSF w Ammanie w 2006 roku. W latach 2007 i 2008 wygrała Hong Kong Under-21 Snooker Open Championships, w którym rywalizowała z mężczyznami.
Ng opuściła szkołę w wieku 17 lat, aby skupić się na grze w snookera, ale później wróciła do nauki i w 2016 uzyskała dyplom z rachunkowości w Szkole Kształcenia Zawodowego i Ustawicznego Uniwersytetu w Hongkongu.

## Kariera
Od 2010 roku Ng otrzymuje wsparcie od Hong Kong Sports Institute (HKSI), gdzie jest wyczynową sportsmenką otrzymującą stypendium sportowe.

### 2007–2009: Sukces w turnieju IBSF
Pierwszym doświadczeniem Ng w międzynarodowych zawodach snookera był udział w Mistrzostwach Kobiet IBSF w Ammanie w Jordanii w 2006, gdzie wygrała trzy z ośmiu meczów w grupie kwalifikacyjnej, wygrywając 13 frame’ów i przegrywając 16.
W fazie grupowej Mistrzostw Świata U-21 IBSF w snookerze w 2007 odniosła zwycięstwo 3–0 nad Hasanim Armaghanem z Iranu i zwycięstwo 3–1 nad Arantxą Sanchis, ale przegrała 0–3 z Bi Zhu Qing. Odniosła zwycięstwa 3–0 nad Ramoną Belmont z Nowej Zelandii, Aakankshą Singh i Keerath Bhandaal z Indii, z których ta ostatnia miała wówczas 11 lat. W półfinale Ng wygrała pierwszy frejm z Belmont, która wygrała kolejny. Ng wygrała kolejne dwie partie, by w finale zmierzyć się z Bi Zhu Qing, w którym przegrała dwie pierwsze partie, a następnie wyrównała wynik na 2–2, po czym przegrała dwie ostatnie partie. Bi wygrała mecz 4–2.
W listopadzie 2007 podczas Halowych Igrzysk Azjatyckich 2007 w Makau Ng przegrała mecz ćwierćfinałowy z Bi Zhu Qing 2–3.
W grupie kwalifikacyjnej do Mistrzostw Świata w Snookerze IBSF 2009 Ng przegrała 2–3 z Ramoną Belmont, a następnie pokonała Anuję Chandrę 3–1 i Yu Ching Ching 4–2. W 1/8 finału Ng przegrywała z Yu Ching Ching 0–2, ale wygrała cztery partie z rzędu i wygrała mecz wynikiem 4–2. W półfinale Ng zmierzyła się z Belmont i wygrała 4–3. W finale wykonała kilka imponujących długich wbić i pokonała Kathy Parashis, dziesięciokrotną zwyciężczynię Australian Open, wynikiem 5–1. Kiedy Ng prowadziła 3–1, zawodniczki zostały wezwane na testy narkotykowe, po czym wróciły, aby rozegrać resztę frejma potrzebną do wygrania meczu, stając się najmłodszą w historii mistrzynią IBSF wśród kobiet w wieku 19 lat.
Nie znalazła się w kadrze Hongkongu na Igrzyska Azji Wschodniej 2009, które odbyły się w Hongkongu wkrótce po jej zwycięstwie w Mistrzostwach Świata IBSF, ponieważ nie mogła wziąć udziału w obozie treningowym drużyny.

### 2010–2011: Drugi tytuł mistrza świata IBSF
Na Igrzyskach Azjatyckich w 2010 Ng zdobyła złoty medal jako członkini kobiecej drużyny snookera na sześciu czerwonych, wraz z So Man Yan i Jaique Ip. Zdobyła także brązowy medal w grze pojedynczej na sześciu czerwonych. W półfinale przegrała z Chen Siming 3–4.
15 grudnia 2010 w Syrii Ng obroniła tytuł Mistrzyni Świata IBSF w snookerze, pokonując w finale swoją rodaczkę Jaique Ip 5–0. W drodze do finału Ng wygrała wszystkie sześć meczów w grupie kwalifikacyjnej, nie przegrywając ani jednej partii. Następnie pokonała Eslami Taherh 4–0 w 1/8 finału, Anuję Chandrę 4–3 w ćwierćfinale – był to jedyny mecz, w którym Ng przegrała jakiekolwiek frejmy – i Vidyę Pillai 4–0 w półfinale. Ng dotarła do ćwierćfinału Mistrzostw Świata WLBSA 2011, przegrywając 1–4 z późniejszą zwyciężczynią Reanne Evans.

### 2012: Pierwsze zwycięstwo w imprezie rankingowej
Wygrała swój pierwszy turniej rankingowy kobiet – Northern Championship 2012 – nie tracąc ani jednej partii w trakcie całego turnieju. W finale pokonała Marię Catalano 3–0.
Po zdobyciu dwóch poprzednich tytułów mistrzyni świata IBSF w latach 2009 i 2010, Ng w 2012 roku wygrała swoją grupę kwalifikacyjną, wygrywając wszystkie cztery mecze. Następnie pokonała Arantxę Sanchis 4–1 w 1/8 finału, Nichę Pathomekmonkhon 4–2 w ćwierćfinale i Siraphat Chitchomnart 4–2 w półfinale. W finale Ng wygrała tylko trzecią partię, przegrywając 1–5 z Wendy Jans. W Mistrzostwach Świata WLBSA Ng wygrała wszystkie pięć meczów kwalifikacyjnych, ale w 1/8 finału przegrała z Yu Ching Ching.

### 2013: Sukces w snookerze na sześciu czerwonych
W lipcu 2013 roku Ng zdobyła srebrny medal na Azjatyckich Halowych Igrzyskach Sztuk Walki w snookerze na sześć czerwonych, przegrywając w finale 3–4 z Amornrat Uamduang. Na Mistrzostwach Świata WLBSA przegrała w półfinale z Marią Catalano 0–4.
W październiku 2013 r. Ng wygrała inauguracyjne Mistrzostwa Świata IBSF w snookerze na 6 czerwonych w Carlow w Irlandii. W finale jej przeciwniczka Daria Sirotina nie zdobyła punktów w trzech z czterech wygranych przez Ng frejmów, dzięki czemu zdobyła tytuł wynikiem 4–0. Ng zotała także, wraz z So Man Yee, wicemistrzynią w konkurencji drużynowej Six-red. W listopadzie tego samego roku wygrała Mistrzostwa Świata Kobiet World Ladies Billiards and Snooker Association w Wielkiej Brytanii, pokonując w finale Marię Catalano 4–2.

### 2014: Wicemistrzostwo Świata
W lutym wygrała turniej WLBSA Southern Classic, pokonując w finale Marię Catalano. W finale mistrzostw świata WLBSA przegrałą 0–6 z Reanne Evans.
11 sierpnia 2015 Ng pokonała Hinduskę Vidyę Pillai 5–2 w finale Mistrzostw Świata Kobiet w Karaczi w Pakistanie, zdobywając tym samym swój drugi tytuł mistrzyni świata IBSF 6-Red wśród kobiet. Ng wyszła z grup kwalifikacyjnych na czwartym miejscu w klasyfikacji generalnej i w drodze do finału pokonała Arantxę Sanchis 4–0 oraz Amee Kamani 4–1.

### 2015: Mistrzyni Świata Kobiet
W lutym 2015 roku Ng przegrała 1–5 z Reanne Evans w finale turnieju Masters Eden Resources.
Podczas mistrzostw świata kobiet w 2015, które odbyły się w Leeds w Anglii, Ng wygrała swoją grupę kwalifikacyjną. W każdym meczu rozegrano trzy frejmy; Ng wygrała 3–0 z Annette Newman, Gaye Jones i Michelle Brown oraz 2–1 z Yaną Shut. W 1/8 finału pokonała Anastasię Tumilovich 3–0, a w ćwierćfinale Emmę Cunningham 4–0. W półfinale zmierzyła się z Reanne Evans, zwyciężczynią tytułu z ostatnich dziesięciu lat. Ng wygrała mecz 4–2, kończąc tym samym trwające dziesięć lat panowanie Evans jako mistrzyni. W finale Emma Bonney wygrała pierwsze dwa frejmy. Ng wygrała emocjonującą, 47-minutową trzecią partię wynikiem 45–11. Najwyższy break w piątym frejmie, który trwała 46 minut i 58 sekund, wyniósł osiem, a Ng wygrała go stosunkiem 72–20. Następnie Ng wygrała kolejne trzy frejmy, stając się pierwszą nową mistrzynią świata kobiet od czasu, gdy Reanne Evans wygrała pierwszy ze swoich dziesięciu kolejnych tytułów.

### 2016: Wicemistrzostwo Świata
Dotarła do finału Eden Classic 2016, pokonując koleżanki z Hongkongu, Katrinę Wan 3–2 i Jaique Ip 4–1 po zakwalifikowaniu się do fazy pucharowej, ale w finale przegrała 1–4 z Reanne Evans. Ng i jej partnerka Katrina Wan zdobyły tytuł mistrzyń świata par w snookerze kobiet w 2016 roku, pokonując w finale Marię Catalano i Tatjanę Vasiljewą 4–1.
Podczas Mistrzostw Świata Kobiet w Snookerze w 2016 r. osiem najlepszych zawodniczek, w tym obrończyni tytułu Ng, awansowało do fazy pucharowej i każda z nich zmierzyła się z zawodniczką kwalifikacyjną. Ng dotarła do finału, pokonując Laurę Evans 3–0, Katrinę Wan 4–0 i Rebeccę Kennę 4–0. W finale Reanne Evans wygrała pierwszą partię, ale Ng wygrała trzy partie z rzędu i wyszła na dwupunktową przewagę. Evans wygrała kolejne dwie odsłony, wyrównując stan meczu na 3–3. W siódmej partii Ng objęła prowadzenie 4–3. Następnie Evans wygrała trzy kolejne partie, wygrywając mecz 6–4 i zdobywając tytuł.
Otrzymała dziką kartę na Mistrzostwa Świata w Snookerze 2016 jako Mistrzyni świata kobiet i została pierwszą Azjatką, która zagrała w Mistrzostwach Świata w Snookerze, przegrywając 1–10 z Peterem Linesem w swoim pierwszym meczu. Razem z Katriną Wan, Ng wygrała drużynowy turniej snookera IBSF World Six-reds w Szarm el-Szejk w Egipcie, pokonując w finale Vidyę Pillai i Amee Kamani z Indii 4–3. Piętnaście minut po zakończeniu finału drużynowego Ng zagrała z Pillai w ćwierćfinałowym meczu singla i przegrała 2–4.
Ng wygrała inauguracyjny turniej Paul Hunter Classic kobiet, który odbył się w Fürth w Niemczech. Po wygraniu wszystkich trzech meczów w swojej grupie kwalifikacyjnej 3–0, zawodniczka wygrała decydującą partię 4–3 z Iriną Gorbatają w 1/8 finału, przegrywając 1–3. Awansowała do ćwierćfinałów i półfinałów, nie przegrywając ani jednej rundy. Wygrała 4–0 z Wendy Jans, w trzecim frejmie uzyskała najwyższego breaka turnieju – 104. Następnie pokonała Marię Catalano, również 4–0. W finale Ng objęła prowadzenie 2–0 nad Reanne Evans, która wygrała trzecią partię. Ng wygrała kolejne dwie, bardzo wyrównane partie i ostatecznie zwyciężyła 4–1.
Podczas pierwszych Azjatyckich Mistrzostw Bilardowych, które odbyły się w 2016 roku w Zjednoczonych Emiratach Arabskich, Ng pokonała w półfinale Arantxę Sanchis 5–1, a w finale Vidyę Pillai 5–1. W listopadzie Ng przegrała z Reanne Evans w półfinale UK Championship, a pod koniec tego samego miesiąca w ćwierćfinale IBSF World Snooker Championship przegrała z Wendy Jans 1–4. W tych samych mistrzostwach w wersji na sześciu czerwonych również dotara do ćwierćfinału przegrywając 2-4 z Vidyą Pillai.

### 2017: Odzyskanie Mistrzostwa Świata
W 2017 roku Ng wsparła kampanię #MyRealCareerLine Fundacji Kobiet z Hongkongu, której celem była walka z seksizmem i nierównością płci w miejscu pracy. W marcu 2017 roku pojawiła się w filmie promocyjnym na platformie YouTube.
Mistrzostwa Świata Kobiet w Snookerze 2017 odbyły się w Singapurze. Po raz pierwszy od ponad 20 lat turniej ten odbył się poza granicami Wielkiej Brytanii. Mecze fazy grupowej rozgrywano w systemie „do trzech wygranych fream’ów”. Ng wygrała swoją grupę kwalifikacyjną, wygrywając wszystkie trzy mecze: 4–1 z Charlene Chai i Chitrą Magimairaj oraz 5–0 z Rondą Sheldreck. W fazie pucharowej pokonała Pui Ying Mini Chu 4–0 w 1/8 finału i Waratthanun Sukritthanes 4–3 w ćwierćfinale Następnie w półfinale zmierzyła się z obrończynią tytułu, Reanne Evans, w której wygrała 5–4, odrabiając 60-punktową stratę w decydującej partii.
Przeciwniczką Ng w finale była Vidya Pillai, pierwsza indyjska zawodniczka, która dotarła do finału kobiecych mistrzostw świata; był to pierwszy finał kobiecych mistrzostw świata, w którym wzięły udział dwie azjatyckie zawodniczki. Ng wygrała, zdobywając swój drugi tytuł mistrzyni świata.

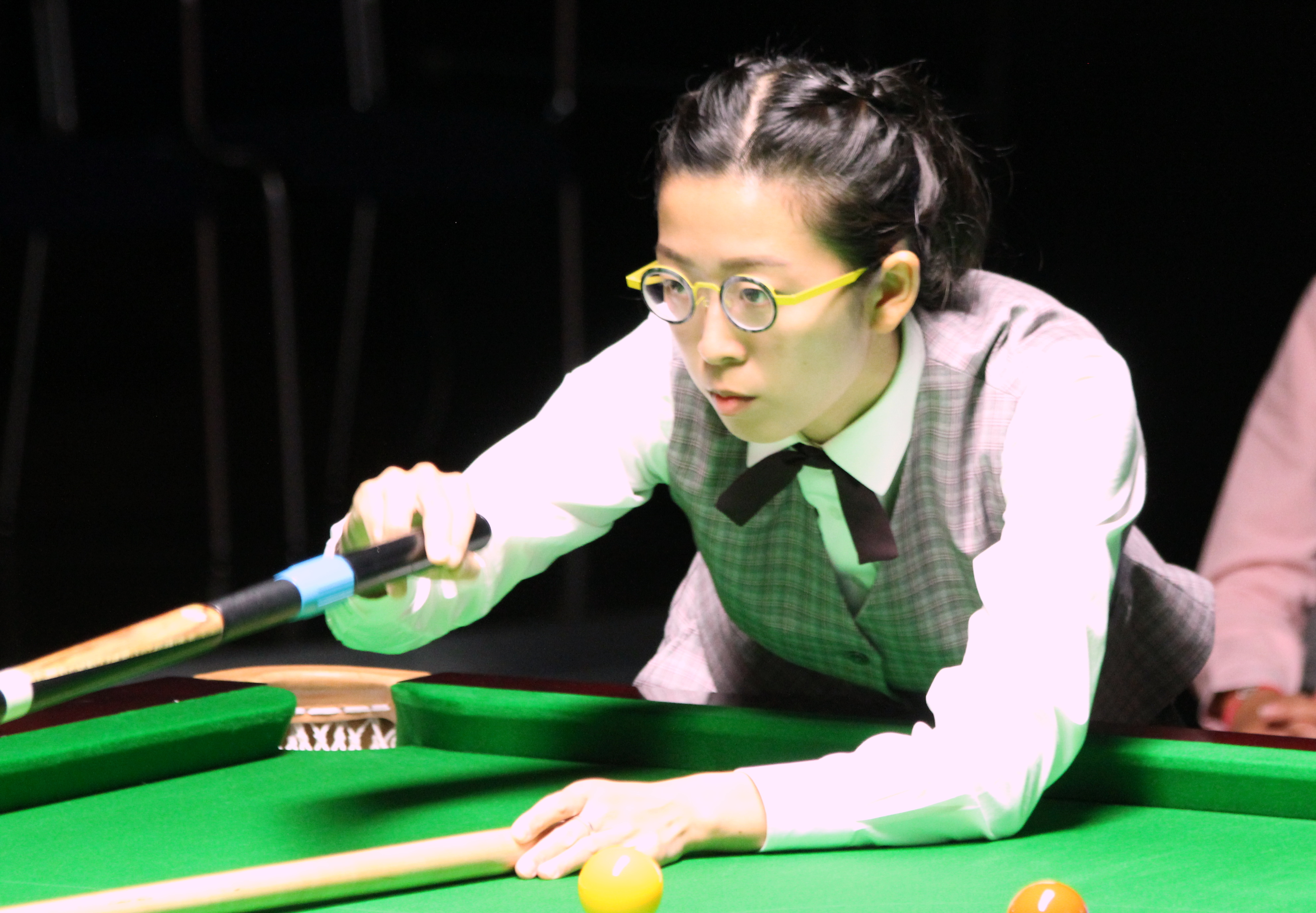
Ng na finale Paul Hunter Women’s Classic 2017

Ng była jedną z dwóch zawodniczek biorących udział w zawodach snookera mieszanego podczas World Games 2017, które odbyły się we Wrocławiu. Ng przegrała w decydującej partii swojego pierwszego meczu z Michaelem Judge’em 2–3. Zawodniczka została rozstawiona w 1/8 finału turnieju Paul Hunter Women’s Classic 2017 w niemieckim Fürth; dotarła do półfinału bez straty ani jednej partii, pokonując Inese Lukashevską i Dianę Stateczny 4–0. Następnie pokonała So Man Yan 4–3 i dotarła do finału, w którym przegrała 1–4 z Reanne Evans.

### 2018: Zdobycie najwyższej pozycję w rankingu i zachowanie tytułu Mistrza Świata
Po dotarciu do ćwierćfinału turnieju WLBSA British Open w Stourbridge w Anglii w lutym 2018 r. Ng została pierwszą azjatycką zawodniczką, która znalazła się na szczycie rankingu kobiet. Dotarła do półfinału, w którym przegrała 2–4 z Nutcharut Wongharuthai.
Ng obroniła tytuł mistrzyni świata, nie oddając ani jednej frejma, podczas turnieju w 2018 roku, który odbył się w St. Paul’s Bay na Malcie. Początkowo miała niskie oczekiwania co do swojego występu na wydarzeniu, ponieważ czuła się źle i była pod presją, a także cierpiała na brak formy. Ng przeszła przez fazę kwalifikacyjną pokonując Judy Dangerfield, Katarzynę Bialik i Rondę Sheldreck 3–0 i została rozstawiona w ćwierćfinale, gdzie pokonała Wendy Jans 4–0. Następnie w półfinale pokonała Rebeccę Kennę 4–0, zdobywając miejsce w finale razem z Marią Catalano, która w drugim półfinale pokonała Reanne Evans 4–3. Ng wygrała 5–0 i zdobyła swój trzeci tytuł mistrzyni świata.
Ng była wicemistrzynią świata kobiet w grze na 10 czerwonych i wicemistrzynią świata kobiet na 6 czerwonych, które odbyły się w kwietniu 2018 roku w Leeds w Anglii. Ng przegrała w finale obu turniejów z Reanne Evans. Następnie zapisała się do Q School 2018, aby spróbować wywalczyć miejsce w zawodowym tourze snookera. We wrześniu Ng zdobyła tytuł mistrzyni kobiet UK 2018, pokonując Suzie Opacic 3–2, Ploychompoo Laokiatphong 3–0 i Jaique Ip 4–0. W finale pokonała Rebeccę Kennę 4–1, przegrywając pierwszą partię.
Podczas Australian Open Ng zrobiła break 139 w trzecim frejmie półfinału przeciwko Nutcharut Wongharuthai; był to jej najwyższy break w historii zawodów. Wygrawszy wszystkie pięć meczów kwalifikacyjnych 4–0 z przeciwniczkami z Australii, Ng pokonała inną Australijkę, Judy Dangerfield, 3–0 w 1/8 finału, Pui Ying Mini Chu 4–0 w ćwierćfinale i Wongharuthai 4–2 w półfinale. Ng wygrała finał, pokonując Katrinę Wan 4–2.
Podczas Mistrzostw Kobiet IBSF w snookerze na sześciu czerwonych w Marsa Alam Ng była jedyną zawodniczką w grupie kwalifikacyjnej kobiet, która nie przegrała ani jednej partii W fazie pucharowej pokonała tajskie zawodniczki Siripaporn Nuanthakhamjan 4–2 i Nutcharut Wongharuthai 4–1, a w finale przegrała z inną tajską zawodniczką Waratthanun Sukritthanes 2–4.

### 2019: Trzeci tytuł mistrzyni świata IBSF
Ng dotarła do finału Belgian Women’s Open 2019, pokonując Jane O’Neill i Emmę Parker 3–0 oraz Nutcharut Wongharuthai 4–3 w półfinale. Wygrała pierwszą partię finału z Reanne Evans, ale przegrała cztery kolejne i ostatecznie zajęła drugie miejsce. Przegrała także z Evans w finale Mistrzostw Świata Kobiet w 10-Czerwonych w Leeds, tym razem 3–4.
Ng przegrała w ćwierćfinale turnieju Six-red Championship z Wongharuthai 2–3. Przegrała także z Wongharuthai 4–1 w ćwierćfinale Mistrzostw Świata Kobiet 2019; rok 2019 był pierwszym od 2012, w którym Ng nie dotarła co najmniej do półfinału turnieju. W rezultacie straciła pozycję lidera, którą zajmowała przez 14 miesięcy, a na szczycie rankingu ponownie znalazła się Reanne Evans.
W kwietniu 2019 Ng grała z Alanem McManusem w pierwszej rundzie kwalifikacji do Mistrzostw Świata w Snookerze – po wygraniu dwóch pierwszych frejmów ostatecznie przegrała mecz 6–10. Zajęła drugie miejsce w turnieju Women’s Tour Championship 2019, który odbył się w Crucible Theatre, pokonując w półfinale Rebeccę Kennę 2–0, a następnie przegrywając w finale z Reanne Evans.
Podczas Australian Women’s Open w 2019 roku Ng i Nutcharut Wongharuthai były jedynymi dwiema zawodniczkami, które ukończyły swoje grupy kwalifikacyjne bez straty ani jednej partii. Następnie Ng odnotowała zwycięstwa nad Tani Miną 3–0, Jessicą Woods 3–1 i So Man Yan 4–1, dzięki czemu dotarła do finału, w którym zmierzyła się z Wongharuthai, która wygrała mecz 4–2 i odniosła swoje pierwsze zwycięstwo w turnieju rankingowym.
Swój trzeci tytuł mistrzyni świata kobiet IBSF w snookerze zdobyła w Antalyi w listopadzie 2019 roku. Swoje zwycięstwo zadedykowała Poon Ching-chiu, innej zawodniczce, która zmarła w wieku 18 lat na dwa tygodnie przed finałem. Ng zajęła pierwsze miejsce w rundzie kwalifikacyjnej, a następnie pokonując Joy Lyn Willenberg 3–0 w 1/8 finału i Amee Kamani 4–1 w ćwierćfinale. Jej półfinał z Waratthanun Sukritthanes zakończył się decydującą partią, ale dzięki breakom 34 i 40 Ng wygrała ostatnią partię 85–0 i cały mecz 4–3. Następnie w finale spotkała się z Wongharuthai, gdzie mimo przegrywania 0–2 wygrała pięć kolejnych frejmów, wygrywając mecz z wynikiem 5–2.

### 2020: Mistrzyni Belgian Open
Ng wygrała Belgian Women’s Open 2020, co było jej pierwszym zwycięstwem w turnieju rankingowym od Australian Open 2018. Została rozstawiona bezpośrednio w 1/8 finału, w którym pokonała Albinę Liashcuk i Steph Daughtery 3–0. Następnie w półfinale pokonała Wongharuthai 4–2. W finale wyprzedziła Reanne Evans 2–1, przegrywając pierwszą partię. Przy stanie 2–2 Ng wygrała kolejne dwie partie i zdobyła tytuł, wygrywając 4–2.
Otrzymała dziką kartę do rund kwalifikacyjnych Mistrzostw Świata w Snookerze 2020. Finałowe etapy turnieju miały odbyć się w kwietniu i maju 2020, ale zostały przełożone z powodu pandemii koronawirusa. Odmówiła udziału w turnieju ze względu na obawy dotyczące bezpieczeństwa związane z COVID-19. Z powodu odwołania lub przełożenia zawodów World Women Snooker z powodu pandemii koronawirusa, następny występ Ng miał miejsce na Hong Kong Women’s Snooker Open Championship 2020, dziewięć miesięcy po Belgian Open. Zdobyła tytuł pokonując w finale Cheung Yee Ting 4–0.
W marcu 2021 roku ogłoszono, że Ng otrzymała dwuletnią kartę World Snooker Tour, która rozpocznie się w sezonie snookerowym 2021–2022.

### Od 2021
W cyklu Mistrzostw Świata w Snookerze Kobiet w sezonie 2021–2022 odbyło się pięć wydarzeń rankingowych. Ng wygrała turniej Eden Women’s Masters, wygrywając decydującą partię półfinału z Kenną po trzech snookerach i odrabiając straty po porażce 1–3 z Evans w finale, wygrywając 4–3. Zdobyła ostatni tytuł rankingowy sezonu – Winchester Open, pokonując w finale Wongharuthai 4–0.
Ng odniosła swoje pierwsze zwycięstwo w World Snooker Tour, eliminując Wu Yize 4–2 podczas Welsh Open 2022. W następnej rundzie przegrała z Ali Carterem 1–4.
W sezonie 2023/2024 wygrała trzy kobiece turnieje: Australian Open, Albanian Open i British Open. Bya również finalistką US Open i Belgian Open. Zakończyła sezon jako liderka jednorocznej listy rankingowej.

## Zaszczyty i nagrody
Rząd Hongkongu przyznał Ng Medal Honoru w 2011 za „wybitne osiągnięcia w międzynarodowych zawodach snookera” W 2017 otrzymała Brązową Gwiazdę Bauhinia, co jest najniższym z trzech stopni Orderu Gwiazdy Bauhinia, nagród przyznawanych przez rząd Hongkongu „osobom, które przez długi okres czasu wykazywały się wybitną służbą na rzecz społeczności lub swoich dziedzin działalności”.
W marcu 2016 roku Ng została nazwana „Najlepszą z najlepszych” podczas Hong Kong Sports Stars Awards. Nagrodę tę otrzymała ponownie w 2018, za swoje osiągnięcia w 2017. W marcu 2017 Ng została ogłoszona Sportowcem Miesiąca Międzynarodowego Stowarzyszenia World Games po zwycięstwie w Mistrzostwach Świata Kobiet w Snookerze 2017.

## World Snooker Tour
| Turniej                    | 2013 /14      | 2015 /16      | 2016 /17      | 2017 /18      | 2018 /19      | 2019 /20      | 2020 /21      | 2021 /22      | 2022 /23      |
| -------------------------- | ------------- | ------------- | ------------- | ------------- | ------------- | ------------- | ------------- | ------------- | ------------- |
| Ranking                    |               | [ i ]         | [ i ]         | [ i ]         | [ i ]         | [ i ]         | [ i ]         |               | 91            |
| Turnieje rankingowe        |               |               |               |               |               |               |               |               |               |
| Championship League        | nierankingowy | nierankingowy | nierankingowy | nierankingowy | nierankingowy | nierankingowy | A             | WD            | RR            |
| European Masters           | nie rozegrano | nie rozegrano | A             | A             | A             | A             | A             | LQ            | LQ            |
| British Open               | nie rozegrano | nie rozegrano | nie rozegrano | nie rozegrano | nie rozegrano | nie rozegrano | nie rozegrano | WD            | 1R            |
| Northern Ireland Open      | nie rozegrano | nie rozegrano | A             | A             | A             | A             | A             | A             | LQ            |
| UK Championship            | A             | A             | A             | A             | A             | A             | A             | 1R            | LQ            |
| Scottish Open              | nie rozegrano | nie rozegrano | A             | A             | A             | A             | A             | LQ            | LQ            |
| English Open               | nie rozegrano | nie rozegrano | A             | A             | A             | A             | A             | LQ            | LQ            |
| World Grand Prix           | NH            | DNQ           | DNQ           | DNQ           | DNQ           | DNQ           | DNQ           | DNQ           | DNQ           |
| Shoot Out                  | nie rozegrano | nie rozegrano | A             | A             | A             | A             | A             | WD            | 1R            |
| German Masters             | A             | A             | A             | A             | A             | A             | A             | LQ            | LQ            |
| Welsh Open                 | A             | A             | A             | A             | A             | A             | A             | 1R            | LQ            |
| Players Championship       | DNQ           | DNQ           | DNQ           | DNQ           | DNQ           | DNQ           | DNQ           | DNQ           | DNQ           |
| WST Classic                | nie rozegrano | nie rozegrano | nie rozegrano | nie rozegrano | nie rozegrano | nie rozegrano | nie rozegrano | nie rozegrano | 1R            |
| Tour Championship          | nie rozegrano | nie rozegrano | nie rozegrano | nie rozegrano | DNQ           | DNQ           | DNQ           | DNQ           | DNQ           |
| World Championship         | A             | LQ            | LQ            | LQ            | LQ            | A             | A             | LQ            | LQ            |
| Turnieje nierankingowe     |               |               |               |               |               |               |               |               |               |
| Hong Kong Masters          | nie rozegrano | nie rozegrano | nie rozegrano | A             | nie rozegrano | nie rozegrano | nie rozegrano | nie rozegrano | QF            |
| Six-red World Championship | A             | A             | A             | A             | A             | RR            | nie rozegrano | nie rozegrano | LQ            |
| Dawne turnieje rankingowe  |               |               |               |               |               |               |               |               |               |
| Paul Hunter Classic        | Minor-Ranking | Minor-Ranking | A             | A             | 1R            | NR            | nie rozegrano | nie rozegrano | nie rozegrano |
| Gibraltar Open             | NH            | MR            | A             | A             | A             | A             | A             | 1R            | NH            |

| Legenda tabeli wyników              | Legenda tabeli wyników       | Legenda tabeli wyników                     | Legenda tabeli wyników                                                              | Legenda tabeli wyników                     | Legenda tabeli wyników                     |
| ----------------------------------- | ---------------------------- | ------------------------------------------ | ----------------------------------------------------------------------------------- | ------------------------------------------ | ------------------------------------------ |
| LQ                                  | odpadnięcie w kwalifikacjach | #R                                         | odpadnięcie we wczesnej fazie turnieju (WR = runda dzikich kart, RR = faza grupowa) | QF                                         | przegrana w ćwierćfinale                   |
| SF                                  | przegrana w półfinale        | F                                          | przegrana w finale                                                                  | W                                          | zwycięstwo                                 |
| DNQ                                 | nie zakwalifikował/a się     | A                                          | nie brał/a udziału                                                                  | WD                                         | zrezygnował/a w trakcie turnieju           |
| Legenda oznaczeń w tabelach wyników |                              |                                            |                                                                                     |                                            |                                            |
| NH / Nie roz.                       | NH / Nie roz.                | Turniej nie odbył się.                     | Turniej nie odbył się.                                                              | Turniej nie odbył się.                     | Turniej nie odbył się.                     |
| NR / Nie-rank.                      | NR / Nie-rank.               | Turniej nie był zaliczany jako rankingowy. | Turniej nie był zaliczany jako rankingowy.                                          | Turniej nie był zaliczany jako rankingowy. | Turniej nie był zaliczany jako rankingowy. |
| R / Rank.                           | R / Rank.                    | Turniej był zaliczany jako rankingowy.     | Turniej był zaliczany jako rankingowy.                                              | Turniej był zaliczany jako rankingowy.     | Turniej był zaliczany jako rankingowy.     |
| MR / Minor-Rank.                    | MR / Minor-Rank.             | Turniej był zaliczany jako minor ranking.  | Turniej był zaliczany jako minor ranking.                                           | Turniej był zaliczany jako minor ranking.  | Turniej był zaliczany jako minor ranking.  |

1. 1 2 3 4 5 6  Była amatorką.

### World Women's Snooker
| Aktywne turnieje                |               |               |               |               |               |               |               |               |               |               |               |               |               |               |               |               |               |               |               |               |               |               |               |               |               |               |               |               |               |               |
| UK Women's Snooker Championship | A             | A             | A             | W             | A             | W             | SF            | W             | W             | A             | A             | F             | SF            | QF            |               |               |               |               |               |               |               |               |               |               |               |               |               |               |               |               |
| US Women's Snooker Open         | nie rozegrano | nie rozegrano | nie rozegrano | nie rozegrano | nie rozegrano | nie rozegrano | nie rozegrano | nie rozegrano | nie rozegrano | nie rozegrano | nie rozegrano | A             | F             | W             |               |               |               |               |               |               |               |               |               |               |               |               |               |               |               |               |
| Australian Women's Open         | nie rozegrano | nie rozegrano | nie rozegrano | nie rozegrano | nie rozegrano | nie rozegrano | nie rozegrano | nie rozegrano | W             | F             | NH            | A             | W             | F             |               |               |               |               |               |               |               |               |               |               |               |               |               |               |               |               |
| Women's Masters                 | A             | nie rozegrano | nie rozegrano | SF            | F             | QF            | QF            | W             | A             | F             | W             | F             | A             | SF            |               |               |               |               |               |               |               |               |               |               |               |               |               |               |               |               |
| Belgian Women's Open            | nie rozegrano | nie rozegrano | nie rozegrano | nie rozegrano | nie rozegrano | nie rozegrano | nie rozegrano | nie rozegrano | F             | W             | NH            | QF            | F             | SF            |               |               |               |               |               |               |               |               |               |               |               |               |               |               |               |               |
| Albanian Open                   | nie rozegrano | nie rozegrano | nie rozegrano | nie rozegrano | nie rozegrano | nie rozegrano | nie rozegrano | nie rozegrano | nie rozegrano | nie rozegrano | nie rozegrano | nie rozegrano | W             | NH            |               |               |               |               |               |               |               |               |               |               |               |               |               |               |               |               |
| World Championship              | QF            | 1R            | SF            | F             | W             | F             | W             | W             | QF            | NH            | QF            | 2R            | SF            | SF            |               |               |               |               |               |               |               |               |               |               |               |               |               |               |               |               |
| British Women's Open            | A             | nie rozegrano | nie rozegrano | A             | nie rozegrano | nie rozegrano | nie rozegrano | SF            | nie rozegrano | nie rozegrano | A             | QF            | W             |               |               |               |               |               |               |               |               |               |               |               |               |               |               |               |               |               |
| Dawne turnieje                  |               |               |               |               |               |               |               |               |               |               |               |               |               |               |               |               |               |               |               |               |               |               |               |               |               |               |               |               |               |               |
| Agnes Davies Memorial           | nie rozegrano | nie rozegrano | SF            | nie rozegrano | nie rozegrano | nie rozegrano | nie rozegrano | nie rozegrano | nie rozegrano | nie rozegrano | nie rozegrano | nie rozegrano | nie rozegrano | nie rozegrano | nie rozegrano | nie rozegrano | nie rozegrano | nie rozegrano | nie rozegrano | nie rozegrano | nie rozegrano | nie rozegrano | nie rozegrano | nie rozegrano |               |               |               |               |               |               |
| Northern Championship           | NH            | LQ            | W             | nie rozegrano | nie rozegrano | nie rozegrano | nie rozegrano | nie rozegrano | nie rozegrano | nie rozegrano | nie rozegrano | nie rozegrano | nie rozegrano | nie rozegrano | nie rozegrano | nie rozegrano | nie rozegrano | nie rozegrano | nie rozegrano | nie rozegrano | nie rozegrano | nie rozegrano | nie rozegrano | nie rozegrano |               |               |               |               |               |               |
| Southern Classic                | A             | SF            | NH            | W             | nie rozegrano | nie rozegrano | nie rozegrano | nie rozegrano | nie rozegrano | nie rozegrano | nie rozegrano | nie rozegrano | nie rozegrano | nie rozegrano | nie rozegrano | nie rozegrano | nie rozegrano | nie rozegrano | nie rozegrano | nie rozegrano | nie rozegrano | nie rozegrano | nie rozegrano | nie rozegrano | nie rozegrano |               |               |               |               |               |
| Eden Classic                    | nie rozegrano | nie rozegrano | nie rozegrano | nie rozegrano | QF            | F             | nie rozegrano | nie rozegrano | nie rozegrano | nie rozegrano | nie rozegrano | nie rozegrano | nie rozegrano | nie rozegrano | nie rozegrano | nie rozegrano | nie rozegrano | nie rozegrano | nie rozegrano | nie rozegrano | nie rozegrano | nie rozegrano | nie rozegrano | nie rozegrano | nie rozegrano | nie rozegrano | nie rozegrano |               |               |               |
| Connie Gough Trophy             | A             | QF            | 1R            | SF            | A             | A             | A             | nie rozegrano | nie rozegrano | nie rozegrano | nie rozegrano | nie rozegrano | nie rozegrano | nie rozegrano | nie rozegrano | nie rozegrano | nie rozegrano | nie rozegrano | nie rozegrano | nie rozegrano | nie rozegrano | nie rozegrano | nie rozegrano | nie rozegrano | nie rozegrano | nie rozegrano | nie rozegrano | nie rozegrano |               |               |
| Paul Hunter Classic             | nie rozegrano | nie rozegrano | nie rozegrano | nie rozegrano | nie rozegrano | nie rozegrano | W             | F             | nie rozegrano | nie rozegrano | nie rozegrano | nie rozegrano | nie rozegrano | nie rozegrano | nie rozegrano | nie rozegrano | nie rozegrano | nie rozegrano | nie rozegrano | nie rozegrano | nie rozegrano | nie rozegrano | nie rozegrano | nie rozegrano | nie rozegrano | nie rozegrano | nie rozegrano | nie rozegrano | nie rozegrano |               |
| European Masters                | nie rozegrano | nie rozegrano | nie rozegrano | nie rozegrano | nie rozegrano | nie rozegrano | nie rozegrano | nie rozegrano | 1R            | nie rozegrano | nie rozegrano | nie rozegrano | nie rozegrano | nie rozegrano | nie rozegrano | nie rozegrano | nie rozegrano | nie rozegrano | nie rozegrano | nie rozegrano | nie rozegrano | nie rozegrano | nie rozegrano | nie rozegrano | nie rozegrano | nie rozegrano | nie rozegrano | nie rozegrano | nie rozegrano | nie rozegrano |
| 10-Red World Championship       | nie rozegrano | nie rozegrano | nie rozegrano | nie rozegrano | nie rozegrano | nie rozegrano | nie rozegrano | W             | F             | F             | nie rozegrano | nie rozegrano | nie rozegrano | nie rozegrano |               |               |               |               |               |               |               |               |               |               |               |               |               |               |               |               |
| 6-Red World Championship        | nie rozegrano | nie rozegrano | nie rozegrano | nie rozegrano | nie rozegrano | nie rozegrano | nie rozegrano | W             | F             | QF            | nie rozegrano | nie rozegrano | nie rozegrano | W             |               |               |               |               |               |               |               |               |               |               |               |               |               |               |               |               |
| Tour Championship               | nie rozegrano | nie rozegrano | nie rozegrano | nie rozegrano | nie rozegrano | nie rozegrano | nie rozegrano | nie rozegrano | nie rozegrano | F             | nie rozegrano | nie rozegrano | nie rozegrano | nie rozegrano |               |               |               |               |               |               |               |               |               |               |               |               |               |               |               |               |
| Winchester Open                 | nie rozegrano | nie rozegrano | nie rozegrano | nie rozegrano | nie rozegrano | nie rozegrano | nie rozegrano | nie rozegrano | nie rozegrano | nie rozegrano | W             | nie rozegrano | nie rozegrano | nie rozegrano |               |               |               |               |               |               |               |               |               |               |               |               |               |               |               |               |
| Scottish Open                   | nie rozegrano | nie rozegrano | nie rozegrano | nie rozegrano | nie rozegrano | nie rozegrano | nie rozegrano | nie rozegrano | nie rozegrano | nie rozegrano | nie rozegrano | SF            | NH            | NH            |               |               |               |               |               |               |               |               |               |               |               |               |               |               |               |               |
| Asia-Pacific Championship       | nie rozegrano | nie rozegrano | nie rozegrano | nie rozegrano | nie rozegrano | nie rozegrano | nie rozegrano | nie rozegrano | nie rozegrano | nie rozegrano | nie rozegrano | QF            | NH            | NH            |               |               |               |               |               |               |               |               |               |               |               |               |               |               |               |               |

## Finały

### Indywidualne
| Rezultat      |     | Rok  | Turniej                                                   | Przeciwniczka             | Wynik | Przypisy      |
| ------------- | --- | ---- | --------------------------------------------------------- | ------------------------- | ----- | ------------- |
| Finalistka    | 1.  | 2007 | IBSF World Under-21 Snooker Championship                  | Bi Zhu Qing               | 2–4   | [ 87 ]        |
| Zwycięstwo    | 2.  | 2009 | Mistrzostwa świata amatorów w snookerze                   | Kathy Parashis            | 5–1   | [ 88 ]        |
| Brązowy medal | 3.  | 2010 | Asian Games – Six-red snooker                             | Chen Siming               | 3–4   | [ 89 ]        |
| Zwycięstwo    | 4.  | 2010 | Mistrzostwa świata amatorów w snookerze                   | Jaique Ip                 | 5–0   | [ 11 ]        |
| Finalistka    | 5.  | 2012 | WLBSA Northern Championship                               | Maria Catalano            | 3–0   | [ 90 ] [ 12 ] |
| Finalistka    | 6.  | 2012 | IBSF World Snooker Championship                           | Wendy Jans                | 1–5   | [ 14 ]        |
| Srebrny medal | 7.  | 2013 | Asian Indoor and Martial Arts Games – Six-red snooker     | Amornrat Uamduang         | 3–4   | [ 91 ]        |
| Zwycięstwo    | 8.  | 2013 | IBSF Six-red snooker Championship                         | Daria Sirotina            | 4–0   | [ 92 ]        |
| Zwycięstwo    | 9.  | 2013 | WLBSA UK Ladies’ Championship                             | Maria Catalano            | 4–2   | [ 17 ]        |
| Zwycięstwo    | 10. | 2014 | WLBSA Southern Classic Championship                       | Maria Catalano            | 4–1   | [ 17 ] [ 93 ] |
| Finalistka    | 11. | 2014 | WLBSA World Women’s Snooker Championship                  | Reanne Evans              | 0–6   | [ 94 ]        |
| Finalistka    | 12. | 2015 | Eden Resources Masters                                    | Reanne Evans              | 1–5   | [ 95 ]        |
| Zwycięstwo    | 13. | 2015 | WLBSA World Women’s Snooker Championship                  | Emma Bonney               | 6–2   | [ 96 ] [ 97 ] |
| Zwycięstwo    | 14. | 2015 | IBSF Six-red Championship                                 | Vidya Pillai              | 5–2   | [ 98 ]        |
| Zwycięstwo    | 15. | 2015 | UK Ladies’ Championship                                   | Reanne Evans              | 5–1   | [ 99 ]        |
| Finalistka    | 16. | 2016 | Eden Classic                                              | Reanne Evans              | 1–5   | [ 25 ]        |
| Finalistka    | 17. | 2016 | WLBSA World Women’s Snooker Championship                  | Reanne Evans              | 4–6   | [ 100 ]       |
| Zwycięstwo    | 18. | 2016 | Paul Hunter Ladies’ Classic                               | Reanne Evans              | 4–1   | [ 29 ]        |
| Zwycięstwo    | 19. | 2016 | ACBS Asian Billiard Sports Championship – Six-red snooker | Vidya Pillai              | 5–1   | [ 31 ]        |
| Zwycięstwo    | 20. | 2017 | World Women’s Snooker Championship                        | Vidya Pillai              | 6–5   | [ 101 ]       |
| Zwycięstwo    | 21. | 2017 | LITEtask World Women’s Six-red Championship               | Emma Bonney               | 4–2   | [ 102 ]       |
| Zwycięstwo    | 22. | 2017 | World Women’s 10-Red Championship                         | Laura Evans               | 4–2   | [ 103 ]       |
| Finalistka    | 23. | 2017 | Paul Hunter Women’s Classic                               | Reanne Evans              | 1–4   | [ 104 ]       |
| Zwycięstwo    | 24. | 2017 | LITEtask UK Women’s Championship                          | Reanne Evans              | 4–1   | [ 105 ]       |
| Zwycięstwo    | 25. | 2017 | Eden Women’s Masters                                      | Reanne Evans              | 4–3   | [ 106 ]       |
| Zwycięstwo    | 26. | 2017 | ACBS Asian Ladies Snooker Championship                    | Waratthanun Sukritthanes  | 3–2   | [ 107 ]       |
| Zwycięstwo    | 27. | 2017 | IBSF Six-red Snooker Championship                         | Siripaporn Nuanthakhamjan | 4–0   | [ 108 ]       |
| Brązowy medal | 28. | 2017 | Asian Indoor and Martial Arts Games – Six-red snooker     | Waratthanun Sukritthanes  | 2–4   | [ 109 ]       |
| Zwycięstwo    | 29. | 2018 | Women’s World Snooker Championship                        | Maria Catalano            | 5–0   | [ 110 ]       |
| Finalistka    | 30. | 2018 | World Women’s 10-Red Championship                         | Reanne Evans              | 1–4   | [ 111 ]       |
| Finalistka    | 31. | 2018 | World Women’s Six-red Championship                        | Reanne Evans              | 3–4   | [ 112 ]       |
| Zwycięstwo    | 32. | 2018 | 2018 LITEtask UK Women’s Championship                     | Rebecca Kenna             | 4–1   | [ 113 ]       |
| Zwycięstwo    | 33. | 2018 | 2018 European Women’s Masters (Challenge Cup)             | Katrina Wan               | 2–0   | [ 114 ]       |
| Zwycięstwo    | 34. | 2018 | Australian Women’s Open                                   | Katrina Wan               | 4–2   | [ 50 ]        |
| Finalistka    | 35. | 2018 | IBSF Six-red Women’s Snooker Championships                | Waratthanun Sukritthanes  | 2–4   | [ 53 ]        |
| Finalistka    | 36. | 2019 | Belgian Women’s Open                                      | Reanne Evans              | 1–4   | [ 54 ]        |
| Finalistka    | 37. | 2019 | World Women’s 10-Red Championship                         | Reanne Evans              | 3–4   | [ 55 ]        |
| Finalistka    | 38. | 2019 | Women’s Tour Championship                                 | Reanne Evans              | 0–1   | [ 60 ]        |
| Finalistka    | 39. | 2019 | Australian Open                                           | Nutcharut Wongharuthai    | 2–4   | [ 62 ] [ 63 ] |
| Zwycięstwo    | 40. | 2019 | IBSF World Snooker Championship                           | Nutcharut Wongharuthai    | 5–2   | [ 115 ]       |
| Finalistka    | 41. | 2019 | Eden Women’s Masters                                      | Reanne Evans              | 2–4   | [ 116 ]       |
| Zwycięstwo    | 42. | 2020 | Belgian Women’s Open                                      | Reanne Evans              | 4–2   | [ 117 ]       |
| Zwycięstwo    | 43. | 2021 | Women’s Masters                                           | Reanne Evans              | 4–3   | [ 118 ]       |
| Finalistka    | 44. | 2022 | 2022 Taom UK Women’s Championship                         | Reanne Evans              | 3–4   | [ 119 ]       |
| Finalistka    | 45. | 2022 | Women's Masters                                           | Nutcharut Wongharuthai    | 0–4   | [ 120 ]       |
| Finalistka    | 46. | 2023 | US Women's Snooker Open                                   | Nutcharut Wongharuthai    | 2–4   | [ 120 ]       |
| Zwycięstwo    | 47. | 2023 | Australian Women's Open                                   | Amee Kamani               | 4–1   | [ 120 ]       |
| Finalistka    | 48. | 2024 | Belgian Women's Open                                      | Nutcharut Wongharuthai    | 2–4   | [ 120 ]       |
| Zwycięstwo    | 49. | 2024 | Albanian Women's Open                                     | Nutcharut Wongharuthai    | 4–3   | [ 120 ]       |
| Zwycięstwo    | 50. | 2024 | British Women's Open                                      | Nutcharut Wongharuthai    | 4–1   | [ 120 ]       |
| Zwycięstwo    | 51. | 2024 | US Women's Snooker Open                                   | Anupama Ramachandran      | 4–0   | [ 120 ]       |
| Finalistka    | 52. | 2024 | Australian Women's Open                                   | Nutcharut Wongharuthai    | 3–4   | [ 120 ]       |

### Drużynowe
| Rezultat    |    | Rok  | Turniej                                 | Zespół                            | Przeciwnicy                                                      | Wynik | Przypisy |
| ----------- | -- | ---- | --------------------------------------- | --------------------------------- | ---------------------------------------------------------------- | ----- | -------- |
| Złoty medal | 1. | 2010 | Asian Games – Six-red snooker           | Jaique Ip, So Man Yan ( Hongkong) | Bi Zhu Qing, Chen Siming, Chen Xue ( Chiny)                      | 3–1   | [ 121 ]  |
| Zwycięstwo  | 2. | 2011 | WLBSA World Ladies Pairs Championship   | So Man Yan                        | Tatjana Vasiljeva, Kim O’Brien                                   | 2–0   |          |
| Zwycięstwo  | 3. | 2013 | WLBS World Ladies Pairs Championship    | So Man Yan                        | Maureen Rowland, Tatjana Vasiljeva                               | 2–0   | [ 122 ]  |
| Finalistka  | 4. | 2013 | IBSF Six-red Team Snooker Championship  | So Man Yan ( Hongkong)            | Vidya Pillai, Arantxa Sanchis ( Indie)                           | 2–3   | [ 123 ]  |
| Zwycięstwo  | 5. | 2014 | WLBS World Ladies Pairs Championship    | So Man Yan                        | Reanne Evans, Anita Maflin                                       | 3–1   | [ 124 ]  |
| Zwycięstwo  | 6. | 2016 | IBSF Six-red Team Snooker Championship  | Katrina Wan ( Hongkong)           | Amee Kamani, Vidya Pillai ( Indie)                               | 4–3   | [ 125 ]  |
| Zwycięstwo  | 7. | 2016 | WLBS World Ladies Pairs Championship    | Katrina Wan                       | Maria Catalano, Tatjana Vasiljeva                                | 4–1   | [ 126 ]  |
| Finalistka  | 8. | 2017 | IBSF Six-red Team Snooker Championships | Katrina Wan ( Hongkong)           | Waratthanun Sukritthanes, Siripaporn Nuanthakhamjan ( Tajlandia) | 1–3   | [ 127 ]  |
| Finalistka  | 9. | 2019 | Women’s Snooker World Cup               | Ho Yee Ki ( Hongkong)             | Waratthanun Sukritthanes, Siripaporn Nuanthakhamjan ( Tajlandia) | 0–4   | [ 128 ]  |

### Mistrzostwa Hongkongu
Snooker 14 (11-3)
| Rezultat   |     | Rok  | Turniej                                              | Przeciwniczka   | Wynik | Przypisy        |
| ---------- | --- | ---- | ---------------------------------------------------- | --------------- | ----- | --------------- |
| Zwycięstwo | 1.  | 2007 | Hong Kong Under-21 Snooker Open Championships        |                 |       | [ 2 ]           |
| Zwycięstwo | 2.  | 2008 | Hong Kong Under-21 Snooker Open Championships        | Tse Hon Lun     |       | [ 2 ] [ 129 ]   |
| Finalistka | 1.  | 2010 | Hong Kong Women’s Six-red Snooker Open Championships | Jaique Ip       | 3–5   | [ 2 ] [ 130 ]   |
| Zwycięstwo | 3.  | 2013 | Hong Kong Women’s Six-red Snooker Open Championships | Jaique Ip       |       | [ 2 ] [ 131 ]   |
| Zwycięstwo | 4.  | 2013 | Hong Kong Women’s Snooker Championship               | So Man Yan      |       | [ 2 ] [ 132 ]   |
| Zwycięstwo | 5.  | 2014 | Hong Kong Women’s Open Championship                  | So Man Yan      |       | [ 133 ]         |
| Zwycięstwo | 6.  | 2016 | Hong Kong Women’s Snooker Open Championship          | Chu Pui Ying    |       | [ 134 ]         |
| Zwycięstwo | 7.  | 2017 | Hong Kong Women’s Snooker Open Championship          | Jaique Ip       | 4–0   | [ 135 ] [ 136 ] |
| Zwycięstwo | 8.  | 2018 | Hong Kong Women’s Snooker Open Championship          | Chu Pui Ying    |       | [ 137 ]         |
| Finalistka | 2.  | 2018 | Asian Women’s Snooker Invitational Championship      |                 |       | [ 2 ]           |
| Zwycięstwo | 9.  | 2019 | Hong Kong Women’s Snooker Open Championship          | Cheung Yee Ting | 4–0   | [ 138 ] [ 139 ] |
| Zwycięstwo | 10. | 2020 | Hong Kong Women’s Snooker Open Championship          | Cheung Yee Ting | 4–0   | [ 140 ]         |
| Finalistka | 3.  | 2020 | Hong Kong Snooker Open Championship 2021 – Event 2   | Chau Hon Man    |       | [ 141 ]         |
| Zwycięstwo | 11. | 2021 | Hong Kong Women’s Snooker Open Championship          | So Man Yan      |       | [ 142 ]         |

Pool
| Rezultat   |    | Rok  | Turniej                                                  | Przypisy |
| ---------- | -- | ---- | -------------------------------------------------------- | -------- |
| Zwycięstwo | 1. | 2007 | Otwarte Mistrzostwa Hongkongu w Pool Bilardzie (Kobiety) | [ 2 ]    |